# Paracheratosi
La paracheratosi è una modifica cellulare normale in genere successiva ad un'infiammazione; aumento dello spessore dell'epitelio, conseguente, in genere ad uno stimolo infiammatorio/irritativo ripetuto, che può essere di natura chimica, fisica o meccanica.
Le cellule presentano residui nucleari fusiformi negli strati più superficiali. La paracheratosi è il passaggio diretto delle cellule dallo strato spinoso a quello corneo, saltando tutti i passaggi intermedi della citomorfosi cornea.
La paracheratosi è una cheratinizzazione caratterizzata da ritenzione dei nuclei nello strato corneo. Nelle mucose la paracheratosi è normale.

## Fonti
- Dizionario su internet, su ok.leiweb.it. URL consultato il 1º giugno 2009 (archiviato dall'url originale il 23 aprile 2009).

| Controllo di autorità | Thesaurus BNCF 37858 |